# Dragon Age: Origins
Dragon Age: Origins ist ein von BioWare, Edmonton Studio, entwickeltes Computer-Rollenspiel. Es erschien im November 2009 für Microsoft Windows, PlayStation 3 und Xbox 360 sowie am 21. Dezember 2009 für Mac OS X.

## Handlung
Die Handlung spielt in Ferelden, einem Königreich der fiktiven Welt Thedas. Ferelden wird von einer Verderbnis bedroht, einem Angriff von Wesen der fereldischen Unterwelt, der sogenannten Dunklen Brut. Angeführt wird diese von einem Drachen, dem sogenannten Erzdämon. Es hat sich in der Vergangenheit gezeigt, dass nur die Mitglieder des Ordens der Grauen Wächter einen Erzdämon endgültig töten und so die Verderbnis beenden können, daher ist der Graue Wächter Duncan auf der Suche nach geeigneten Rekruten.

### Herkunftsgeschichten
Der Einstieg für den Spielercharakter ist durch die für das Spiel namensgebenden Herkunftsgeschichten (engl.: origin stories) individuell auf Rasse oder Klasse zugeschnitten und verläuft sehr unterschiedlich. In jeder Herkunftsgeschichte trifft man jedoch Duncan, der auf seiner Suche nach Rekruten ist.
Eine magiebegabte Hauptfigur beginnt im Turm des Zirkels der Magi. Sie versucht einem Freund, der der Anwendung verbotener Blutmagie verdächtigt wird, zur Flucht zu verhelfen. Beide werden entdeckt, doch dem Freund gelingt durch Einsatz von Blutmagie die Flucht.
Als Stadtelf beginnt die Hauptfigur im Elendsviertel der fereldischen Hauptstadt Denerim und erlebt wie ein menschlicher Adliger eine elfische Braut von ihrer Hochzeitsfeier entführt. Beim Versuch, die Entführte gewaltsam aus dem Anwesen des Adligen zu befreien, geraten die Hauptfigur und ihr Freund in Gefangenschaft.
Als Dalish-Elf ist die Hauptfigur ein Mitglied eines nomadisch lebenden Elfenstamms und entdeckt mit einem Freund in einer Ruine ein uraltes elfisches Artefakt. Die Hauptfigur und ihr Freund werden durch dieses mit einer unbekannten Krankheit infiziert. Die Hauptfigur wird von ihrem Stamm gerettet, der Freund bleibt verschwunden.
Die adlige zwergische Hauptfigur ist eines von drei Kindern des Zwergenkönigs Endrin. Sie gerät in ein Komplott des jüngsten Bruders Bhelen. Bei einer Expedition in die Tiefen Wege stirbt der Thronfolger Trian und die Hauptfigur wird für seine Ermordung verantwortlich gemacht und zum Sterben in den Tiefen Wegen ausgesetzt.
Eine kastenlose zwergische Hauptfigur lebt im Elendsviertel der Zwergenstadt Orzammar und gerät dort in die kriminelle Unterwelt. Als sie unter falscher Identität an einem Turnier teilnimmt und entdeckt wird, droht ihr die Todesstrafe.
Die adlige menschliche Hauptfigur lebt als Spross einer mächtigen Adelsfamilie auf deren Burg. Rendon Howe, ein alter Freund des Vaters, ist als Gast dort. Er entpuppt sich als Verräter, der die Burg angreift und die Eltern der Hauptfigur tötet.
Am Schluss jeder dieser Geschichten trifft die Hauptfigur erneut auf Duncan. Dieser bietet ihr die Rettung aus ihrer misslichen Lage, fordert dafür allerdings den Beitritt zu den Grauen Wächtern.

### Ostagar
Nach dem Abschluss der Herkunftsgeschichte reisen Duncan und die Hauptfigur nach Ostagar. Cailan, der König von Ferelden, und Loghain, sein höchster General und Schwiegervater, planen dort eine große Schlacht gegen die Dunkle Brut. Die Hauptfigur überlebt als einzige von drei Anwärtern das Ritual für den Beitritt zu den Grauen Wächtern und bekommt zusammen mit Alistair, einem weiteren Grauen Wächter, eine wichtige Rolle für den bevorstehenden Kampf zugewiesen.
In der Schlacht befiehlt Loghain seinen Truppen den Rückzug und überlässt so die Truppen des Königs der feindlichen Übermacht. Dessen Streitmacht wird zusammen mit den Grauen Wächtern vernichtet, Cailan und Duncan sterben im Kampf. Die Hauptfigur und Alistair werden von Flemeth, einer mächtigen Hexe aus der Wildnis, gerettet.
Gemeinsam mit Morrigan, Flemeth Tochter, machen sich die beiden Grauen Wächter auf, Verbündete für den Kampf gegen die Dunkle Brut zu finden.
Unterdessen kehrt Loghain in die Hauptstadt zurück. Er gibt den Grauen Wächtern die Schuld am Tod des Königs und erklärt sich, als Vater der Königin, selbst zum Regenten. Zusammen mit Rendon Howe beginnt er einen Bürgerkrieg gegen die Adligen, die ihm nicht folgen.

### Verbündete
Obwohl die Hauptfigur Verträge besitzt, die mehrere Gruppen zur Unterstützung der Grauen Wächter verpflichten, ist keine dieser Gruppen gerade dazu in der Lage.
Bei den Magiern im Turm des Zirkels hat es einen Aufstand gegeben und der Turm wird von Dämonen und Blutmagiern überrannt. Nachdem der Turm zurückerobert ist, werden, abhängig von Entscheidungen beim Vorgehen, entweder die überlebenden Magier oder die Ritter des Templerordens als Verbündete gewonnen.
Im Brecilienwald trifft die Hauptfigur auf eine Gruppe Dalish-Elfen, die unter Angriffen durch Werwölfe leiden. Die Hauptfigur kann, abhängig von ihrem Vorgehen, entweder die Elfen oder die Werwölfe als Verbündete gewinnen.
In der Zwergenstadt Orzammer findet die Hauptfigur einen blutigen Streit um die Thronfolge zwischen Prinz Bhelen und Lord Harrowmont vor. Sie muss das Vertrauen einer der beiden Parteien gewinnen und für deren Beliebtheit unter den Adligen arbeiten. Schließlich erringt die Hauptfigur den erforderlichen Einfluss für die Krönung ihres bevorzugten Königs und gewinnt dessen Unterstützung.
In Redcliffe findet die Spielfigur ein Dorf unter Belagerung durch Untote vor. Nachdem sie die Ursache beseitigt hat, kann sie das Schloss betreten. Allerdings liegt der Lehnsherr Eamon Guerrin im Koma, weil er auf Befehl von Loghain vergiftet worden ist. Sobald die Hauptfigur ein Heilmittel für den kranken Eamon gefunden hat gewinnt sie die Unterstützung seiner Truppen und die Möglichkeit politisch gegen den Verräter Loghain vorzugehen.

### Das Landthing
Nachdem alle Verbündeten in Redcliffe versammelt worden sind, geht die Hauptfigur gegen Loghain vor. Eamon beruft ein Landthing ein, eine Versammlung des gesamten Adels, um Loghain für seinen Verrat anzuklagen.
Spätestens jetzt erfährt die Hauptfigur, dass ihr Gefährte Alistair ein Halbbruder des gefallenen Königs ist und daher Anspruch auf den Thron erheben kann.
Die Hauptfigur erfährt außerdem, dass Rendon Howe die Königin eingesperrt hat und womöglich töten will. In Howes Anwesen befreit die Hauptfigur dann neben der Königin auch Riordan, einen Grauen Wächter aus dem Nachbarland Orlais.
Beim Landthing kommt es schließlich zum Zweikampf der Hauptfigur (oder eines Gruppenmitglieds) mit Loghain. Abhängig von den Entscheidungen der Hauptfigur ergeben sich verschiedene Konstellationen für die Thronfolge und möglicherweise Alistairs Hinrichtung sowie der Beitritt Loghains zu den Grauen Wächtern.

### Die letzte Schlacht
Im Vorfeld der finalen Schlacht gegen die dunkle Brut erfährt die Hauptfigur von Riordan, dass nur ein Grauer Wächter den Erzdämon endgültig töten kann, aber dabei selbst stirbt. Morrigan offeriert als Ausweg ein okkultes Ritual, geplant von ihrer Mutter Flemeth, das den Tod des Wächters verhindern kann. Falls die Hauptfigur das Ritual ablehnt, verlässt Morrigan die Gruppe.
Am nächsten Tag folgt der Aufbruch nach Denerim, wo es zur Schlacht mit der Dunklen Brut kommt. Riordan stirbt im Kampf mit dem Erzdämon, doch die Hauptfigur kann selbst einen erfolgreichen Vorstoß anführen. Wenn die Spielfigur zuvor Morrigans Ritual zugestimmt hat, erschlägt sie selbst den Erzdämon und überlebt. Ansonsten führt einer der anwesenden Wächter den finalen Streich aus und stirbt. In jedem Fall wird der Erzdämon vernichtet und die Verderbnis endet.
Wenn die Hauptfigur den Kampf überlebt hat, kann sie auf der Siegesfeier ihre Gefährten treffen und etwas über deren Pläne für die Zukunft erfahren. Andernfalls erlebt man die Ehrung und Trauerfeier für die Hauptfigur.
Anschließend gibt es einen Abspann, der einige Ereignisse in Ferelden nach der Verderbnis darstellt und zahlreiche Konsequenzen von Entscheidungen während des Spiels aufzeigt.
Hersteller Bioware ordnete sein Spiel selbst der düsteren Fantasy zu (engl.: dark heroic fantasy) und beschrieb die Handlung des Spiels als eine „epische Geschichte der Gewalt, der Lust und des Verrats“. Beeinflusst wurde das Spiel unter anderem durch die Romanreihe Das Lied von Eis und Feuer von George R. R. Martin.

## Spielprinzip
Das Spiel beginnt Rollenspiel-üblich mit der Erstellung eines Spielercharakters. Anders als frühere Rollenspiele Biowares basiert Dragon Age: Origins nicht auf einer Variante des D&D-Regelwerks. Der Spieler bestimmt die Rasse, die Charakterklasse, das Geschlecht und den sozialen Status bzw. die Herkunft (engl. origin) des Hauptcharakters. Zur Auswahl stehen dabei drei Rassen (Elf, Zwerg, Mensch) und drei Grundklassen (Krieger, Magier, Schurke). Aus dieser Wahl ergeben sich sechs verschiedene Herkunftsgeschichten. Die Wahl der Herkunft beeinflusst den gesellschaftlichen Status des Charakters sowie die Einstellung und das Verhalten von Nichtspielercharakteren zur Spielfigur. Startet man zum Beispiel als adeliger Zwerg, beginnt man die Geschichte als Teil der königlichen Familie in einer Zwergenstadt, wohingegen man als bürgerlicher Zwerg seine Geschichte als Straßendieb in den Slums der Stadt beginnt.
Die Herkunftsgeschichte beinhaltet jeweils ein Gameplay-Tutorial sowie mehrere Stunden Spielzeit, in denen Status und Motivation des Hauptcharakters während des Spiels definiert werden. Nichtspielercharaktere aus den Herkunftsgeschichten tauchen teilweise auch in der Haupthandlung wieder auf, einige davon als Gegner. Das Spiel nutzt ein Gruppensystem, in dem der Spieler den Hauptcharakter und maximal drei weitere Begleiter steuert, die man aus einer Gruppe Charaktere auswählen kann. Die Kamera zeigt das Geschehen aus einer Schulterperspektive. Während des Spiels kann der Spieler den Blickwinkel verändern, wobei die PC-Fassung deutlich mehr Möglichkeiten als die Konsolenfassung bietet. Generell kann die Kamera um die Spielfigur herum gedreht und gekippt werden. Auf dem PC kann der Spieler zusätzlich herein- oder herauszoomen und somit eine Überblicksperspektive bekommen, vergleichbar der isometrischen Darstellung aus Biowares früherem Titel Baldur’s Gate.
Im Gegensatz zu älteren Bioware-Spielen haben Entscheidungen des Spielers keinen Einfluss auf seinen moralischen Status (Alignment), sondern beeinflussen das Vertrauen der Gruppenmitglieder. Allerdings beeinflusst das moralische Handeln des Spielers die Geschichte des Spiels durchgehend. Der Spieler erreicht das Ende des Spiels unabhängig davon, ob sein Handeln gut oder böse ist, aber seine Entscheidungen verändern die Situationen der Spielwelt dementsprechend. Zum Beispiel beeinflusst die Entscheidung, wer König Fereldens wird, die Völker und Rassen und deren Platz in der Welt. Ein hoher Vertrauenswert der Gruppenmitglieder gewährt diesen Attributsboni. Mit einigen Gruppenmitgliedern sind Romanzen möglich, abhängig von den Entscheidungen des Spielers kann es aber auch dazu kommen, dass sich die Gruppenmitglieder dazu entschließen die Gruppe zu verlassen oder bei stark widersprüchlicher Meinung den Spieler angreifen.
Die Kämpfe verlaufen wie bei allen Bioware-Rollenspielen in Echtzeit und können jederzeit pausiert werden, um den Charakteren detaillierte Anweisungen geben zu können. Eine spielerische Besonderheit sind die Kombinationsmöglichkeit verschiedener Angriffstechniken oder Zauber. Bspw. können eingefrorene Gegner durch entsprechende Attacken zerspringen oder durch das Zaubern eines Feuerzaubers auf eine zuvor erzeugte Öllache diese entflammt werden. Der Schwierigkeitsgrad lässt sich während des laufenden Spiels im Optionsmenü verändern. Stellt sich ein Kampf als zu schwer heraus, kann ein einfacherer Schwierigkeitsgrad gewählt und dieser später wieder erhöht werden.

## Entwicklungsgeschichte
Das Spiel nutzt die von Bioware selbst entwickelte Eclipse-Engine. Drei Wochen vor Erscheinen veröffentlichte Bioware zur Demonstration einen Charaktereditor, der dem vollen Umfang des fertigen Spiels entsprach und dessen Kreationen in das fertige Spiel übernommen werden konnten. Zu Release des Spiels kam es zu Problemen mit fehlerhaft gepressten DVDs. Dadurch war das Spiel in der PC-Version in vielen Internetshops und auch oft im stationären Handel nicht zum ursprünglich von EA angekündigten Erscheinungstermin erhältlich, sondern erst mit einigen Tagen Verspätung.
Durch ein wenige Tage nach Veröffentlichung als Download freigegebenes Toolset entstand für die PC-Version eine aktive Modding-Community. Im Februar 2010, einen Monat vor Veröffentlichung des Add-ons Awakening, gab Electronic Arts in einer Pressemitteilung bekannt, dass das Spiel insgesamt 3,2 Millionen Mal verkauft wurde. Gegenüber dem Onlinemagazin MCV äußerte Designer Rob Bartel im Juli 2010, dass Dragon Age: Origins damit Biowares kommerziell erfolgreichstes Spiel bis dato war.
Da auch mit den letzten offiziellen Bioware-Patches viele Bugs im Spiel verblieben sind, existieren einige Community getriebene Patchprojekte (sogenannte Fan-Patches) um diese Probleme zu beheben. Auch versucht die Spielgemeinde originale Spielinhalte, welche durch die Entwickler zwar fürs Spiel entwickelt aber nicht vollendet wurden, zu rekonstruieren und wieder ins Spiel zu integrieren.

### Herunterladbare Zusatzinhalte (DLC)
Bioware veröffentlichte im Zeitraum seit Release des Hauptprogramms bis September 2010 zahlreiche kleinere, kostenpflichtige Erweiterungspakete (DLCs) für Dragon Age: Origins und das Add-on Awakening. Als solche stehen sie über die Netzwerke der Konsolenbetreiber und zahlreiche Online-Vertriebsplattformen zum Download bereit. Sie sind ebenfalls Bestandteil der sogenannten Ultimate Edition, bestehend aus Hauptspiel, Add-on und allen Downloadcontents. In einem Interview 2011 bezeichnete Bioware-Mitarbeiter Yaron Jacobs das DLC-Programm zu Dragon Age: Origins als das bis dahin erfolgreichste des gesamten EA-Konzerns.
Daneben gab es zahlreiche Bonusgegenstände, die vor allem für Vorbesteller des Spiels bei verschiedenen Händlern in Form von Aktionscodes beigelegt wurden.
Im Stein gefangen
Dieser Downloadcontent stand bereits zu Release des Spiels zur Verfügung. Für Erstkäufer des Spiels lag ein Aktionscode bei, mit dem die Erweiterung kostenlos heruntergeladen werden konnte. Dabei handelt es sich um eine Vertriebsmaßnahme im Rahmen des sogenannten Project Ten Dollar, das vor allem gegen Gebrauchtkäufer von Spielen gerichtet ist. Die Erweiterung integriert sich in das Hauptspiel und enthält eine zusätzliche Quest rund um den Steingolem Shale. Diesen kann der Spieler bei einem Besuch des Dorfes Honnleath aus seiner Erstarrung befreien und als zusätzlichen Begleiter in die Gruppe aufnehmen. Der Spieler erhält dazu Zugriff auf einige neue Ausrüstungsgegenstände.
Blutdrachenrüstung
Die Blutdrachenrüstung war ein spezieller Cross-Promotion-Bonus. Der Aktionscode dieses Downloadcontents fügte dem Spiel das gleichnamige Rüstungsset hinzu und konnte außerdem nochmals für das Spiel Mass Effect 2 verwendet werden. Der Downloadcode lag dem Spiel gemeinsam mit dem DLC Im Stein gefangen bei Erstveröffentlichung kostenlos bei.
Wächter-Festung
Wie die ersten beiden Downloadcontents wurde Wächter-Festung bereits bei Release des Spiels von Bioware als kostenpflichtiger Download zur Verfügung gestellt. Lediglich Käufer der speziellen Digital Deluxe Edition der EA-eigenen Online-Vertriebsplattform erhielten diese Erweiterung zusätzlich zu den ersten beiden Erweiterungen kostenlos dazu. Die Erweiterung ist in die Hauptkampagne integriert. Der Spieler kann darin die ehemalige Festung der Grauen Wächter auf dem Soldatengipfel aufsuchen. Während der Questlinie dringt er tiefer in angeblich verfluchte Gemäuer ein, erkundet die Geschichte der Wehranlage und erlernt neue Fähigkeiten. Im Anschluss kann die Festung als Stützpunkt mit Händlern und einer Aufbewahrungskiste für Ausrüstungsgegenstände genutzt werden.
Die Rückkehr nach Ostagar
Die Veröffentlichung des Zusatzinhalts Rückkehr nach Ostagar war ursprünglich für die Weihnachtszeit 2009 geplant, erschien nach einer ersten, fehlerbehafteten Veröffentlichung vom 13. Januar 2010 schließlich am 31. Januar 2010 für Xbox und PC bzw. am 11. März für die PS3. Der Spieler kann dadurch im Verlauf der Hauptkampagne zum Schlachtfeld von Ostagar zurückkehren, auf dem zu Beginn des Spiels beinahe alle Grauen Wächter von der Dunklen Brut getötet wurden. Dabei bietet sich die Gelegenheit, mehr über die jeweilige Motivation König Cailans und Loghains zu erfahren. Nach dem Durchspielen erhält der Spieler die Rüstung des verstorbenen Königs und die Waffen des Hauptmanns der Grauen Wächter, Duncan. Er erhält außerdem nochmals die Möglichkeit, den Kriegshund in die Gruppe aufzunehmen, womit auch weitere Erfolge und Gegenstände verbunden sind.
Abgesehen von den Zusatzpaketen bei Veröffentlichung des Hauptprogramms blieb Rückkehr nach Ostagar die einzige Downloaderweiterung vor Erscheinen des offiziellen Add-ons Awakening.
Festtags-Streiche
Die Erweiterung erschien am 1. April 2010 und greift thematisch die Tradition des Aprilstreichs auf. Der als Satinalia bezeichnete Feiertag in Thedas wird von den Einwohnern analog dazu genutzt, sich gegenseitig Streiche zu spielen. Diese Downloadcontent erlaubt es dem Spieler in der Hauptkampagne, jedem seiner Begleiter einen speziellen Aprilstreich zu spielen.
Parallel zu den Festtags-Streichen erschienen auch der Downloadcontent Festtags-Geschenke, die außerdem zusammen in einem Kombipaket erworben werden konnten.
Festtags-Geschenke
Die Festtags-Geschenke erschienen zeitgleich mit den Festtags-Streichen am 1. April 2010. Im Gegensatz zu den Streichen erhält der Spieler hier die Möglichkeit, jedem seiner Begleiter ein spezielles Geschenk zum Satinalia-Fest zu machen. Die Erweiterung konnte auch gemeinsam mit den Festtags-Streichen als Kombipaket erworben werden.
Die Chroniken der Dunklen Brut
Am 5. Mai 2010 kündigte Bioware auf der offiziellen Website die eigenständige Kampagne Die Chroniken der Dunklen Brut an, welche am 18. Mai 2010 veröffentlicht wurde. Es handelt sich um eine alternative Erzählung der Schlacht um Denerim, in der der eigentliche Hauptcharakter des Spielers bei seiner Aufnahmeprüfung zu den Grauen Wächtern ums Leben kam. Der Spieler führt den Endkampf stattdessen als Hurlock-Vorhut auf Seiten der Dunklen Brut. Er tritt gegen die Armee Fereldens unter der Führung Alistairs an. Ziel ist es, sich durch die einzelnen Viertel von Denerim bis zum Fort Drakon durchzukämpfen und den Erzdämon gegen die von Alistair geführte Heldentruppe zu verteidigen. Mit dem Durchspielen der Kampagne wird ein Spielgegenstand freigeschaltet, der sich in der Hauptkampagne und der Spielerweiterung Awakening einsetzen lässt.
Lelianas Lied
Auf der E3 2010 kündigte Bioware den DLC Leliana's Song für den 6. Juli 2010 an. Es ist eine eigenständige, ca. zweistündige Kampagne, in der der Spieler in die Rolle des weiblichen Hauptkampagnencharakters Leliana schlüpft. Er erkundet ihre während des Hauptspiels angedeutete Vergangenheit als Mitglied eines kriminellen Rings aus Orlais. Für ihre Geliebte Marjolaine soll Leliana in Denerim verschiedene Aufträge erledigen. Im Missionsverlauf werden u. a. Lelianas Gründe für den Beitritt zur Kirche beleuchtet. Durch die Erweiterung wird ebenfalls ein besonderer Gegenstand freigeschaltet, der anschließend in der Hauptkampagne und der Erweiterung Awakening verwendet werden kann.
Golems von Amgarrak
Am 28. Juli 2010 kündigte Bioware den DLC Golems von Amgarrak an, der am 10. August 2010 veröffentlicht wurde. Es ist eine für höherstufige Charaktere ausgelegt, eigenständige Kampagne. Die Spielfigur kann aus dem Hauptspiel oder dem Add-on Awakening importiert werden. Der Spieler wird in die Tiefen Wege geschickt, um nach einer vermissten Zwergen-Expedition Ausschau zu halten. Nach Beendigung des DLC werden nach Vorgehensweise mehrere Bonusgegenstände in der Hauptkampagne oder dem Add-on verfügbar.
Hexenjagd
Nach Ankündigung durch Bioware am 25. August 2010 erschien am 14. September 2010 der letzte Downloadcontent Hexenjagd. Innerhalb der ca. zweistündigen Erweiterung geht es um den Hauptkampagnencharakter Morrigan nach ihrem Verschwinden im Anschluss an den Endkampf mit dem Erzdämon (Kampagne des Hauptspiels). Ein Jahr später gibt es Berichte darüber, dass Morrigan wieder aufgetaucht sei und der Spieler geht diesen Gerüchten nach. Eine Rolle spielen dabei die Eluvian, die magischen Spiegel des alten Elfenreiches. Zusammen mit der Elfin Ariane und dem Magier Finn begibt sich der Spielercharakter auf die Suche nach den vereinzelten Hinweisen und führt damit die Hintergrunderzählung um Morrigan zu einem Ende. Der Charakter kann aus dem Hauptspiel, dem Add-on Awakening und dem DLC Golems von Amgarrak importiert oder alternativ neu erstellt werden. Wie bei den vorherigen Erweiterungen wird mit Beendigung ein einzigartiger Gegenstand für die Hauptkampagne oder das Add-on freigeschaltet.

### Sprecher
| Charakter      | Originalsprecher  | Synchronsprecher    |
| -------------- | ----------------- | ------------------- |
| Alistair       | Steve Valentine   | Martin May          |
| Morrigan       | Claudia Black     | Tanja Dohse         |
| Zevran         | Jon Curry         | Sascha Rotermund    |
| Leliana        | Corinne Kempa     | Marion von Stengel  |
| Sten           | Mark Hildreth     | Konstantin Graudus  |
| Oghren         | Steve Blum        | Ben Hecker          |
| Wynne          | Susan Boyd Choice | Margrit Straßburger |
| Shale          | Geraldine Becker  | Katja Brügger       |
| Arl Eamon      | Graham McTavish   | Uli Pleßmann        |
| Flemeth        | Kate Mulgrew      | Angela Stresemann   |
| Duncan         | Peter Renaday     | Thomas Karallus     |
| Loghain        | Simon Templeman   | Christoph Gutknecht |
| Bhelen Aeducan | Wally Wingert     | Nico König          |
| Zathrian       | Tim Russ          |                     |
| Cailan         | Peter Bramhill    | Michael Krüger      |
| Arl Howe       | Tim Curry         |                     |

## Rezeption

### Rezensionen
Das Spiel erhielt durchweg hohe Bewertungen, insbesondere für die PC-Version (Critify: 92 % (PC), 87 % (PS3), 89 % (Xbox 360); Metacritic: 91 / 87 / 86). Überwiegend positiv bewertet wurden die Handlung, die Charakterdarstellungen und die gelungenen Rollenspielaspekte, wie Charakterentwicklung oder Regelwerk. Negativ bewertet wurden dagegen das häufig geradlinige Leveldesign und die sterile Präsentation der Spielwelt. Die Konsolenfassung schnitt durchschnittlich schlechter ab, da insbesondere die Steuerung als zu umständlich empfunden wurde.
Im Laufe der Dekade nach seinem Erscheinen konnte das Spiel weiter an Popularität gewinnen und wird häufig als eines der Besten Spiele seines Genres bezeichnet.

### Auszeichnungen
Dragon Age: Origins konnte 2009 viele Auszeichnungen erhalten, so z.B als Spiel-des-Jahres von den Lesern der GameStar oder als Bestes PC-Spiel bei den Video Game Awards.
Auch auf Conventions erreicht das Spiel Auszeichnungen, wie z. B. auf der Role Play Convention 2010 gewann „Dragon Age: Origins“ einen „RPC Fantasy Award für eines der kreativsten Ideen und Produkte“ während der Messezeit.

## Awakening (Add-on)
Am 5. Januar 2010 gaben Verleger Electronic Arts und Entwickler Bioware den Erscheinungstermin des ersten Add-ons Dragon Age: Origins – Awakening für den 16. März 2010 bekannt. In der Europäischen Union wurde die Erweiterung am 18. März veröffentlicht.

### Handlung
Die Erweiterung knüpft mit einer neuen Kampagne an die Ereignisse des Hauptspiels an. Dabei hat der Spieler die Möglichkeit, seinen alten Charakter aus der Hauptkampagne zu importieren oder einen neuen Grauen Wächter aus Orlais zu erstellen.
Die Grauen Wächter erhalten unter der Führung des Spielercharakters das ehemalige Lehen Arl Howes. Die nördlich von Denerim gelegene Arlschaft besteht vor allem aus der Stadt Amaranthine und der Festung Vigils Wacht. Letztere wird zu Beginn des Spiels von der Dunklen Brut angegriffen und der Großteil ihrer Bewohner getötet. Während der Verteidigung stößt der Spieler erstmals auf einen Hurlock, der ein eigenständiges Bewusstsein besitzt. Nachdem der Angriff abgewehrt werden konnte, ist es Aufgabe des Spielers, die Arlschaft wiederaufzubauen und der Spur der Dunklen Brut zu folgen. Dabei stößt er auch auf den mysteriösen Architekten, ein Hurlock-Emissär, der mit der neuen Form der intelligenten Hurlocks in Verbindung gebracht wird.

### Neue Inhalte
Neben den neuen Gebieten der Erweiterungskampagne werden fünf neue Begleitcharaktere mit jeweils eigenen Hintergrundgeschichten eingeführt. Dazu zählen die Figuren Anders und Gerechtigkeit, die auch im Nachfolger Dragon Age 2 eine handlungsrelevante Rolle einnehmen. Von den Begleitern des Hauptspiels steht lediglich Oghren erneut zur Auswahl. Andere ehemalige Begleiter haben kleinere Gastauftritte.
Mit dem Add-on wurde die maximale Stufenzahl für Charaktere angehoben. Drei neue Fähigkeiten, sechs Klassenspezialisierungen, jeweils 4 Talente pro Talentgruppe und 8 neue magische Fähigkeiten wurden hinzugefügt, beschränken sich jedoch auf das Add-on und die drei eigenständigen Downloadcontents.

### Sprecher
| Charakter       | Originalsprecher  | Synchronsprecher      |
| --------------- | ----------------- | --------------------- |
| Anders          | Greg Ellis        | Tammo Kaulbarsch      |
| Gerechtigkeit   | Adam Leadbeater   | Holger Löwenberg      |
| Nathaniel Howe  | Simon Chadwick    | Robin Brosch          |
| Oghren          | Steve Blum        | Ben Hecker            |
| Sigrun          | Natalia Cigliuti  | Kristina von Weltzien |
| Mhairi          | Alix Wilton Regan | Britta Steffenhagen   |
| Velanna         | Grey DeLisle      | Djuwita Müller        |
| Der Architekt   | Jamie Glover      | Wolfgang Jürgen       |
| Die Mutter      | Dee Dee Rescher   | Isabella Grothe       |
| Truchsess Varel | Robin Sachs       | Bernd Stephan         |

## Fortsetzungen

### Dragon Age 2

Logo Dragon Age 2

2011 wurde der offizielle Nachfolger zu Dragon Age: Origins unter dem Titel Dragon Age 2 veröffentlicht. Darin erlebt der Spieler die Geschichte des durch die Verderbnis aus Lothering vertriebenen Hauptcharakters Hawke. Die Handlung spielt nördlich von Ferelden im Umfeld der Stadt Kirkwall in den Freien Marschen.
Das Spiel erschien am 10. März 2011 für die Plattformen PC (Windows, Mac OS), Playstation 3 und Xbox 360.

### Dragon Age: Inquisition

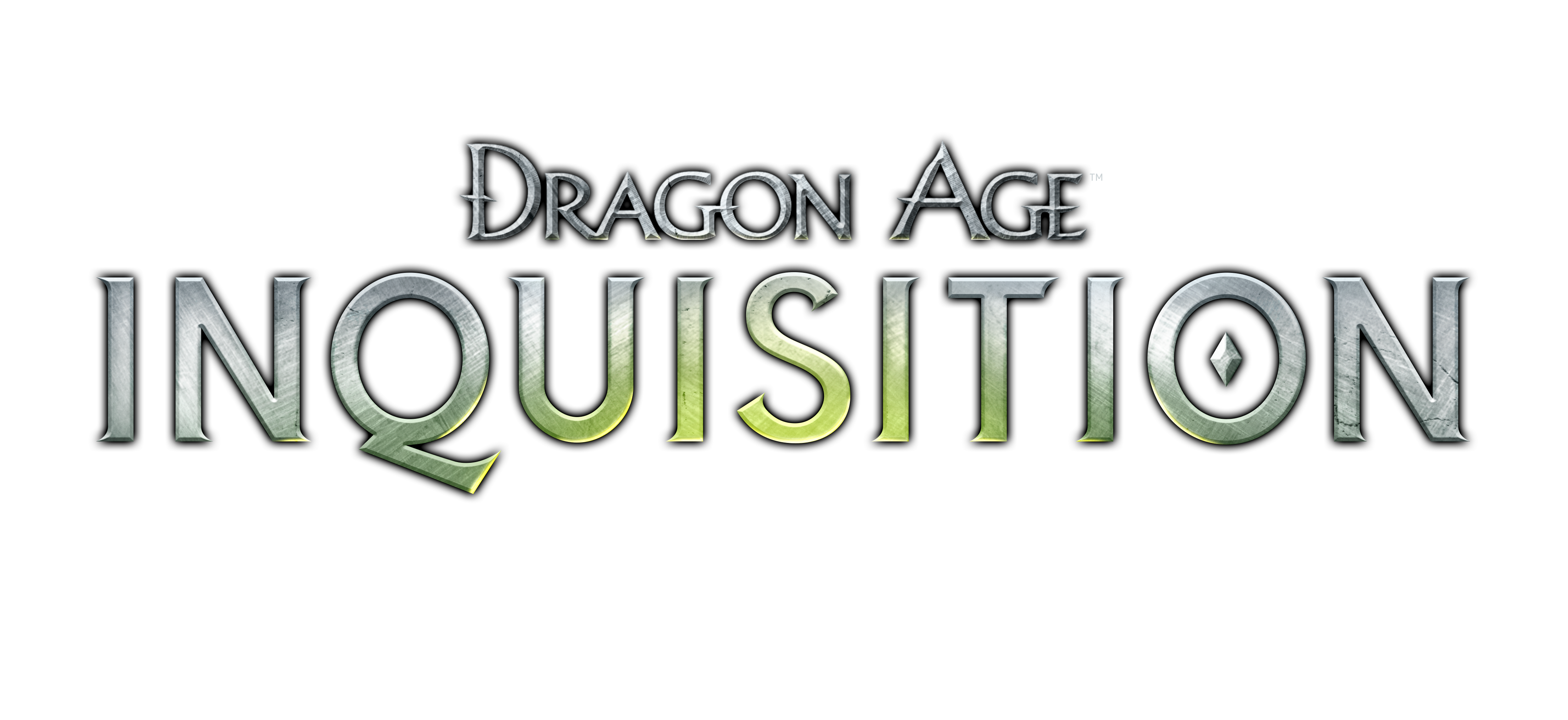
Logo Dragon Age: Inquisition

Am 19. Mai 2011 bestätigte Bioware anhand einer Stellenausschreibung indirekt die Arbeiten an einem dritten Teil der Serie. Am 17. September 2012 kündigte das Unternehmen das Spiel ohne Veröffentlichungstermin und mit dem offiziellen Titel Dragon Age 3: Inquisition an. Im weiteren Verlauf der Entwicklung wurde der Name auf Dragon Age: Inquisition verkürzt. Das Spiel entsteht auf Grundlage der Frostbite-3-Engine.
Das Spiel erschien am 20. November 2014 in Deutschland für die Plattformen PC (Windows), PS3, PS4, Xbox 360 und Xbox One.